# 籾山艦船模型製作所
籾山艦船模型製作所(もみやまかんせんもけいせいさくじょ)とはかつて船舶模型を製造、販売していた企業である。

## 概要
1912年1月1日に籾山作次郎によって設立され、1993年に廃業した。戦後は籾山船舶模型製作所として営業した。精巧な船舶模型を数多く手がけ、それらは今尚、博物館などに収蔵される。創業100周年となる2011年には2011年12月3日から2012年4月1日まで、横浜の日本郵船歴史博物館で同社の軌跡を振り返り、企画展 「籾山艦船模型製作所の世界」 が開催された。
船舶のみならず、永代橋、蔵前橋の橋梁模型や大阪市立電気科学館に展示されたEF53電気機関車の模型も手がけた。
二代目の蔵太郎は日本模型の金型設計部門に在籍して、1/200戦艦大和、1/300航空母艦信濃等、数々の艦船モデルの設計に携わり、「艦船のニチモ」のブランドイメージ作りに貢献した森恒英と共に西崎義展の依頼で宇宙戦艦ヤマトのメカ設定を手がけた。

## 籾山家
籾山作次郎は1886年12月4日、元幕臣籾山邦季の次男として生まれる。父の邦季は1858年（安政5年）江戸に生まれ、麹町に住した。1886年、28歳の頃に海軍省に出仕、文官として法律を担当し、山本権兵衛のもとで働いた。しかし、身体があまり強くなく、「東洲」の号を用いて書画をたしなむ人柄であった。海軍のリストラにより1895年、三越に入社している。現在も使われる三越の「○に越」の文字は、邦季の揮毫という。1912年5月23日没、行年55才。
籾山家の先祖は三河国の百姓だったが、1572年に徳川家康が三方ヶ原の戦いで武田信玄に敗れたとき、敗走する家康を祖先が機転を利かして、庭先にあった脱穀作業中の籾穀の中に隠したという。武田勢は、執拗に家中を探し回り籾穀も槍で突いて確かめ、突いた槍は家康の脇腹をかすめて血が吹き出たというが、幸いにして血が籾穀に吸い取られ気付かれること無く難を逃れることが出来た。家康はこれに大いに感謝し、籾に助けられた因縁から祖先に籾山姓を与え名字帯刀も許し士族に取り立てた。 そして、後に家康に従って江戸に移り住み、徳川家の直参、幕府御家人に取り立てられた。籾山家10代目で、作次郎の祖父にあたる籾山邦彦は彰義隊の一員で飯能戦争や函館戦争にも参加している。

## 特徴
- 縮尺は1/48スケール
- 実船の資料を基に作成
- 船体は檜を使用して漆で仕上げる
- 金属部品は銀ロウ付けかねじ止め
- 接着剤は極力使用しない
- 造船所や船主による発注

## 書籍
- 『日本軍艦模型写真集 伝說的な籾山模型ここに甦る』海人社、2008年。